# Skapulimancja
Skapulimancja – wróżenie w oparciu o pęknięcia na powierzchni świeżo wypalonej owczej łopatki (łac. scapula).

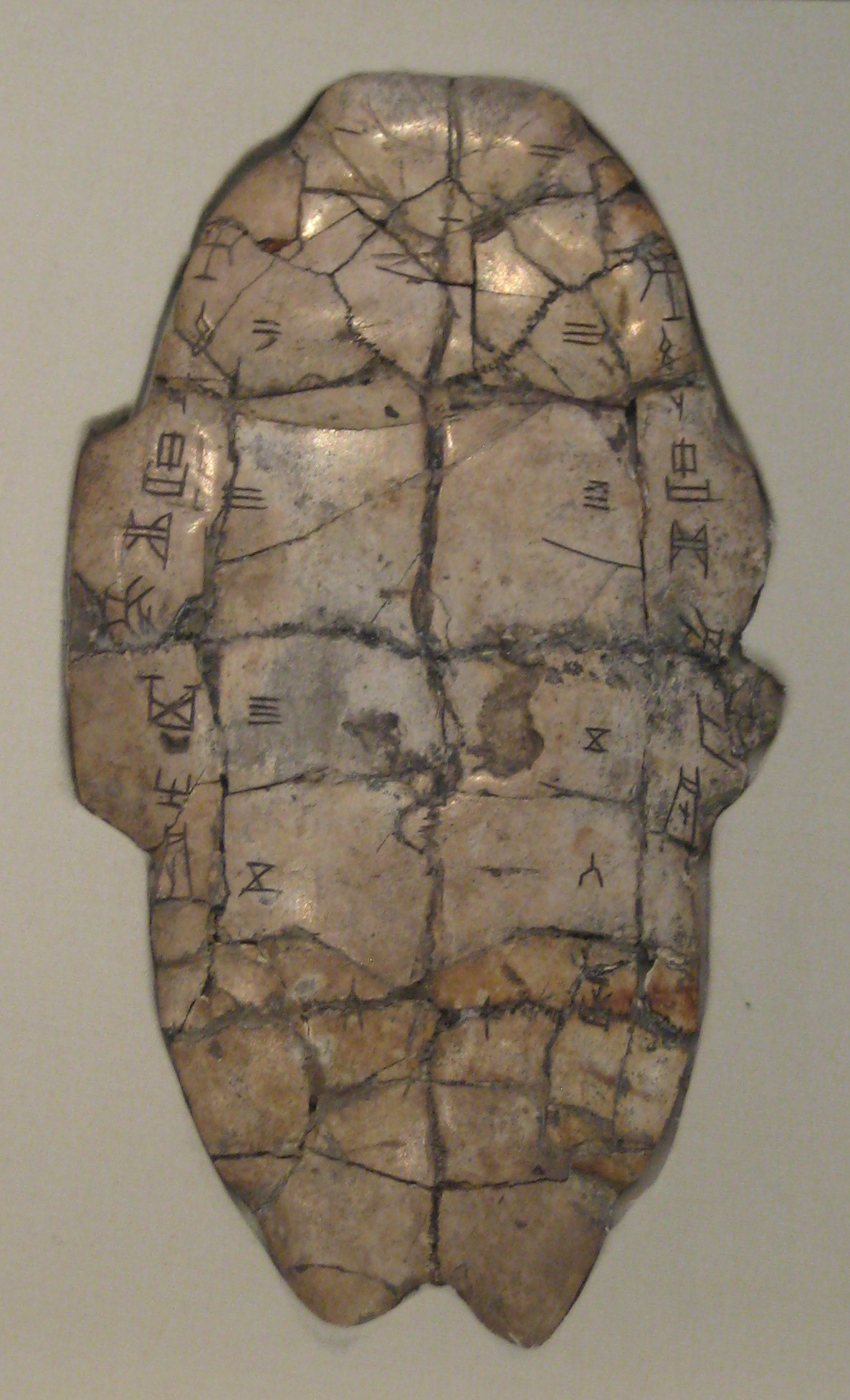
Skorupa żółwia z wróżbą – Chiny, dynastia Shang

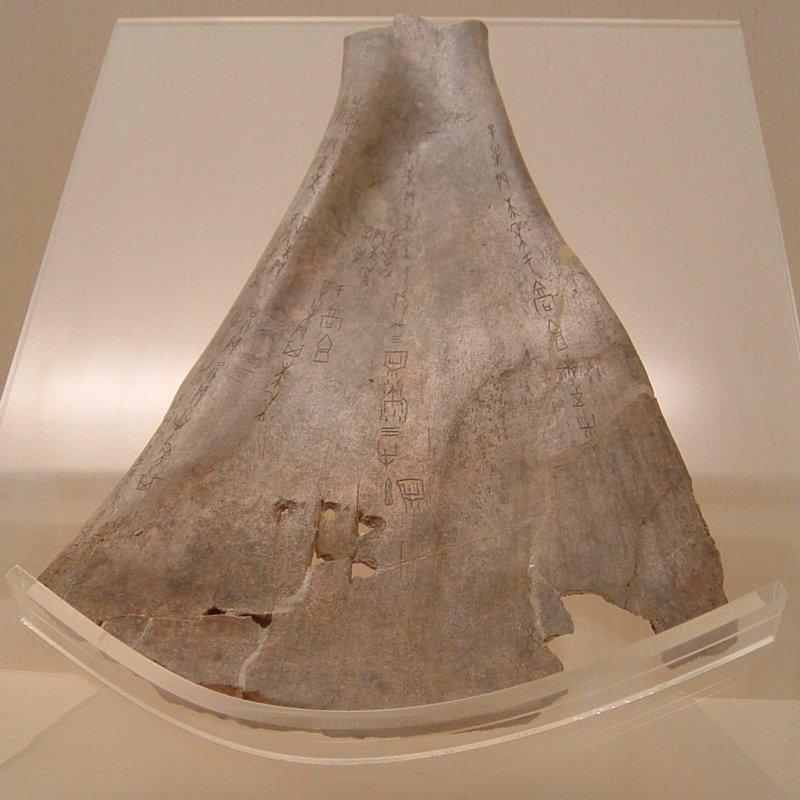
Kość z wróżbą – Chiny, dynastia Shang

Do wróżb używano nie tylko łopatek owczych, ale ogólnie – bydlęcych (osteomancja), a w wyjątkowych okolicznościach – ludzkich. W Chinach używano skorup zółwia (plastromancja).